# Hội đồng Di sản văn hóa Quốc gia
Hội đồng Di sản văn hóa Quốc gia là cơ quan tư vấn giúp Thủ tướng Chính phủ về những vấn đề quan trọng liên quan đến việc bảo vệ và phát huy giá trị di sản văn hoá.
Hội đồng Di sản văn hoá quốc gia (sau đây gọi tắt là Hội đồng) có con dấu và tài khoản riêng.
Kinh phí hoạt động của Hội đồng (không bao gồm tiền lương) do ngân sách nhà nước đảm bảo và được bố trí trong dự toán ngân sách hàng năm của Bộ Văn hóa, Thể thao và Du lịch.

## Nhiệm vụ, quyền hạn của Hội đồng
Hội đồng có nhiệm vụ tư vấn giúp Thủ tướng Chính phủ quyết định những việc sau:
1. Phương hướng, chiến lược, các chính sách lớn về bảo vệ và phát huy giá trị di sản văn hoá;
2. Xếp hạng di tích quốc gia đặc biệt; xác định chỉ có khu vực bảo vệ I đối với di tích quốc gia đặc biệt;
3. Công nhận bảo vật quốc gia;
4. Dự án bảo quản, tu bổ và phục hồi di tích thuộc nhóm A theo quy định của pháp luật về đầu tư xây dựng;
5. Đưa bảo vật quốc gia ra nước ngoài để trưng bày, triển lãm, nghiên cứu hoặc bảo quản;
6. Thành lập bảo tàng quốc gia, bảo tàng chuyên ngành;
7. Đề nghị UNESCO công nhận di sản văn hóa phi vật thể tiêu biểu của Việt Nam là di sản văn hóa thế giới;
8. Đề nghị UNESCO đưa di tích tiêu biểu của Việt Nam vào Danh mục di sản thế giới;
9. Các vấn đề khoa học về di sản văn hoá liên quan đến các dự án lớn về kinh tế - xã hội;
10. Các vấn đề quan trọng khác về di sản văn hoá do Thủ tướng Chính phủ yêu cầu hoặc Hội đồng thấy cần kiến nghị với Thủ tướng Chính phủ.

## Tổ chức của Hội đồng
1. Hội đồng Di sản văn hoá quốc gia gồm Chủ tịch, 01 Phó Chủ tịch, 01 ủy viên thường trực và các ủy viên. Nhiệm kỳ công tác của các thành viên Hội đồng là 5 năm.
2. Việc bổ nhiệm, thay đổi thành viên Hội đồng do Thủ tướng Chính phủ quyết định.
3. Hội đồng có Văn phòng giúp việc đặt tại Bộ Văn hoá - Thông tin do ủy viên thường trực Hội đồng chỉ đạo trực tiếp. Biên chế của Văn phòng tối đa là 5 người nằm trong tổng biên chế của Bộ Văn hoá - Thông tin. Chức năng, nhiệm vụ cụ thể của Văn phòng do Chủ tịch Hội đồng Di sản văn hóa quốc gia quyết định.
4. Thành viên Hội đồng Di sản văn hóa quốc gia hoạt động với danh nghĩa cá nhân nhà khoa học, nhà văn hóa, không đại diện cho cơ quan hoặc tổ chức nơi mình làm việc, được Văn phòng Hội đồng đảm bảo các điều kiện làm việc cần thiết theo chế độ quy định để thực hiện nhiệm vụ.

## Nhiệm vụ và quyền hạn của các thành viên Hội đồng

### 1. Chủ tịch Hội đồng
a) Chịu trách nhiệm trước Thủ tướng Chính phủ về hoạt động của Hội đồng;
b) Lãnh đạo Hội đồng hoạt động theo chức năng, nhiệm vụ, quyền hạn quy định tại Điều 2 Quyết định này;
c) Chỉ đạo chuẩn bị nội dung các vấn đề đưa ra thảo luận và xin ý kiến Hội đồng;
d) Triệu tập và chủ trì các phiên họp của Hội đồng;
đ) Phân công nhiệm vụ cho các ủy viên Hội đồng;
e) Xử lý các đề xuất, kiến nghị của các ủy viên Hội đồng theo thẩm quyền;
g) Thành lập các tổ công tác về các lĩnh vực chuyên môn về di sản văn hóa.

### 2. Phó Chủ tịch Hội đồng
a) Giúp Chủ tịch Hội đồng trong việc lãnh đạo công tác chung của Hội đồng và chịu trách nhiệm trước Chủ tịch Hội đồng về phần công tác được phân công phụ trách;
b) Thay mặt Chủ tịch Hội đồng điều hành và giải quyết công việc của Hội đồng thuộc quyền hạn của Chủ tịch Hội đồng khi được Chủ tịch Hội đồng ủy quyền hoặc Chủ tịch Hội đồng vắng mặt.

### 3. Ủy viên thường trực Hội đồng
a) Quản lý và điều hành Văn phòng Hội đồng thực hiện các nhiệm vụ giúp việc Hội đồng; chỉ đạo Văn phòng chuẩn bị các tài liệu và điều kiện cần thiết cho kỳ họp của Hội đồng và thực hiện công tác văn thư, lưu trữ của Hội đồng.
b) Tham gia các công việc của Hội đồng với tư cách là một ủy viên Hội đồng.

### 4. Các ủy viên khác của Hội đồng
a) Tham gia đầy đủ các kỳ họp của Hội đồng. Trường hợp vắng mặt phải báo cáo Chủ tịch Hội đồng;
b) Đóng góp ý kiến về những vấn đề đưa ra thảo luận trong các kỳ họp Hội đồng hoặc đóng góp ý kiến bằng văn bản về những vấn đề Hội đồng quy định và phân công;
c) Giữ gìn tài liệu và số liệu mật theo quy định chung của Nhà nước và của Hội đồng;
d) Được cung cấp những thông tin cần thiết liên quan tới nội dung các kỳ họp Hội đồng.
Hội đồng phối hợp chặt chẽ với Bộ Văn hoá, Thể thao và Du lịch và các cơ quan khác của Nhà nước về những vấn đề có tầm quốc gia liên quan đến lĩnh vực bảo vệ và phát huy giá trị di sản văn hoá.

## Liên kết
Danh sách thành viên Hội đồng Di sản văn hóa Quốc gia nhiệm kỳ 2004-2009
Danh sách thành viên Hội đồng Di sản văn hóa Quốc gia nhiệm kỳ 2010-2014